# Rue d'Abbeville
La rue d’Abbeville est une rue des 9e et 10e arrondissement de Paris.

## Situation et accès
Ce site est desservi par la station de métro Poissonnière.
Voies rencontrées
La rue d'Abbeville rencontre les voies suivantes, dans l'ordre des numéros croissants (« g » indique que la rue se situe à gauche, « d » à droite) :
- rue Fénelon (d),
- rue de Rocroy (d),
- rue du Faubourg-Poissonnière,
- rue Pierre-Semard (g), au niveau du carrefour avec la rue de Maubeuge.

## Origine du nom
Elle doit son nom à la proximité de la gare du Nord qui dessert Abbeville, sous-préfecture de la Somme.

## Historique
La rue est ouverte, sur l'ancien clos Saint-Lazare, par ordonnance royale du 31 janvier 1827.
La rue est constituée de deux parties : 
- la première entre la place La Fayette et la rue de Rocroy ouverte sur ordonnance du 31 janvier 1827 et dénommée « rue du Gazomètre[2] », parce qu'elle était voisine de la première usine à gaz installée à Paris en 1843, au no 129 rue du Faubourg-Poissonnière et dont les terrains s'étendaient sur l'emplacement des rues Maubeuge et Condorcet, puis « route d'Abbeville » en 1847 ;
- la seconde partie entre la rue de Rocroy et la rue de Maubeuge a été ouverte sur ordonnance du 3 août 1861 sauf pour la partie entre la rue de Rocroy et la rue du Faubourg-Poissonnière ouverte en 1894. Cette partie a pris son nom à la suite d'un arrêté du 28 décembre 1894.

## Bâtiments remarquables et lieux de mémoire
Deux immeubles d'habitation bourgeoise méritent une attention particulière en raison de leur style remarquable. Malheureusement, pour l'un d'entre eux, l'étroitesse de la rue ne permet pas de l'observer avec un recul suffisant.

### 14, rue d’Abbeville
Très bel immeuble de la Belle Époque, construit en style Art nouveau, avec une exubérance de fleurs et animaux en grès émaillés vert foncé appliqués sur une façade en briques et pierres. Belle porte d'entrée en fer forgé de la couleur des grès émaillés. Immeuble inscrit au titre des monuments historiques le 22 avril 1986. À rapprocher de l'immeuble Les Chardons de Klein et Muller (céramiste) au coin des rues Eugène-Manuel (n°2) et Claude-Chahu (n°9).
L'immeuble a été construit en 1901 comme immeuble de rapport pour madame Balli, par les architectes Alexandre et Édouard Autant, et décoré par le céramiste Alexandre Bigot (permis de construire en date du 25 mai 1900).

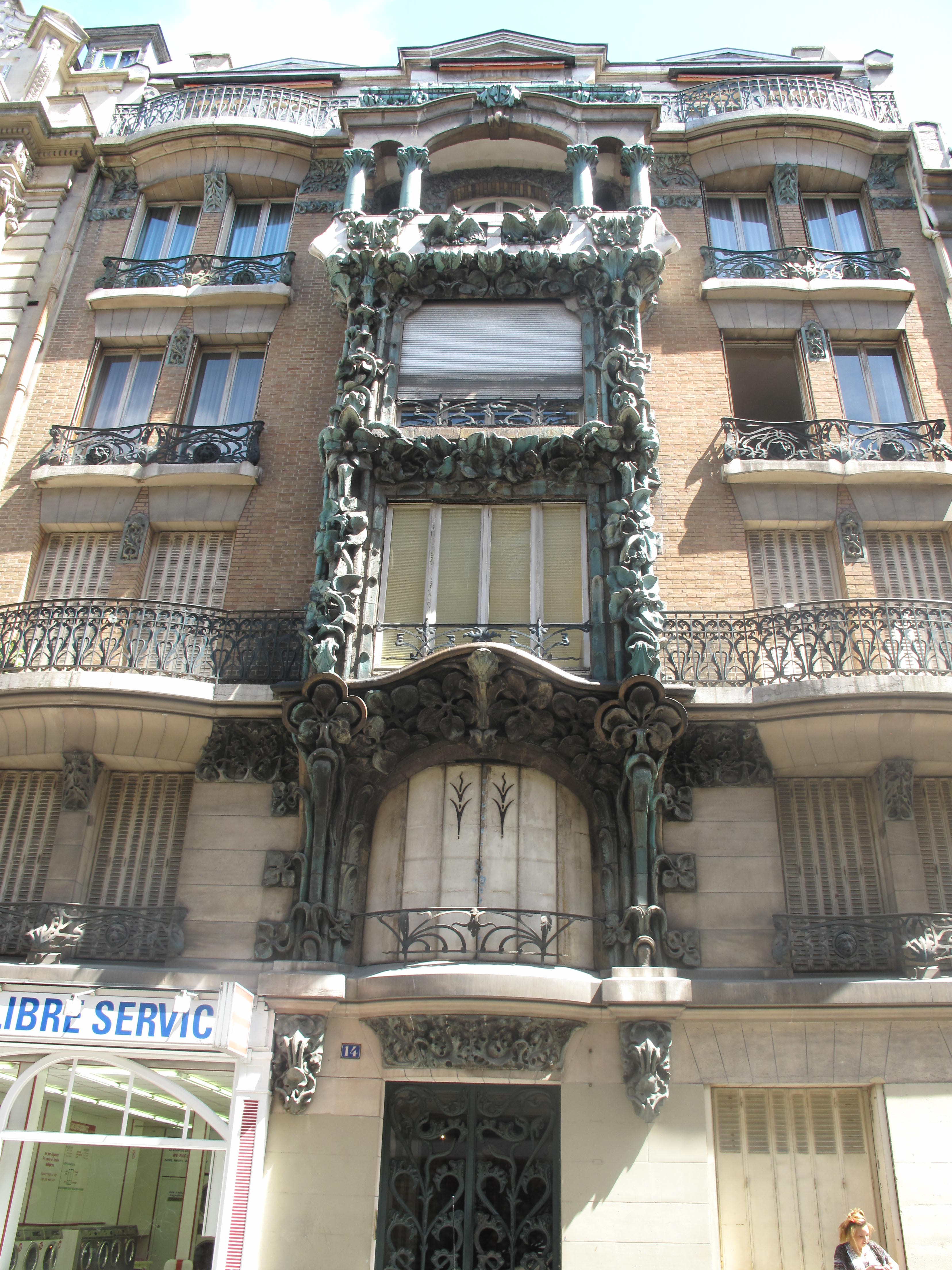
Vue d'ensemble de l'immeuble.
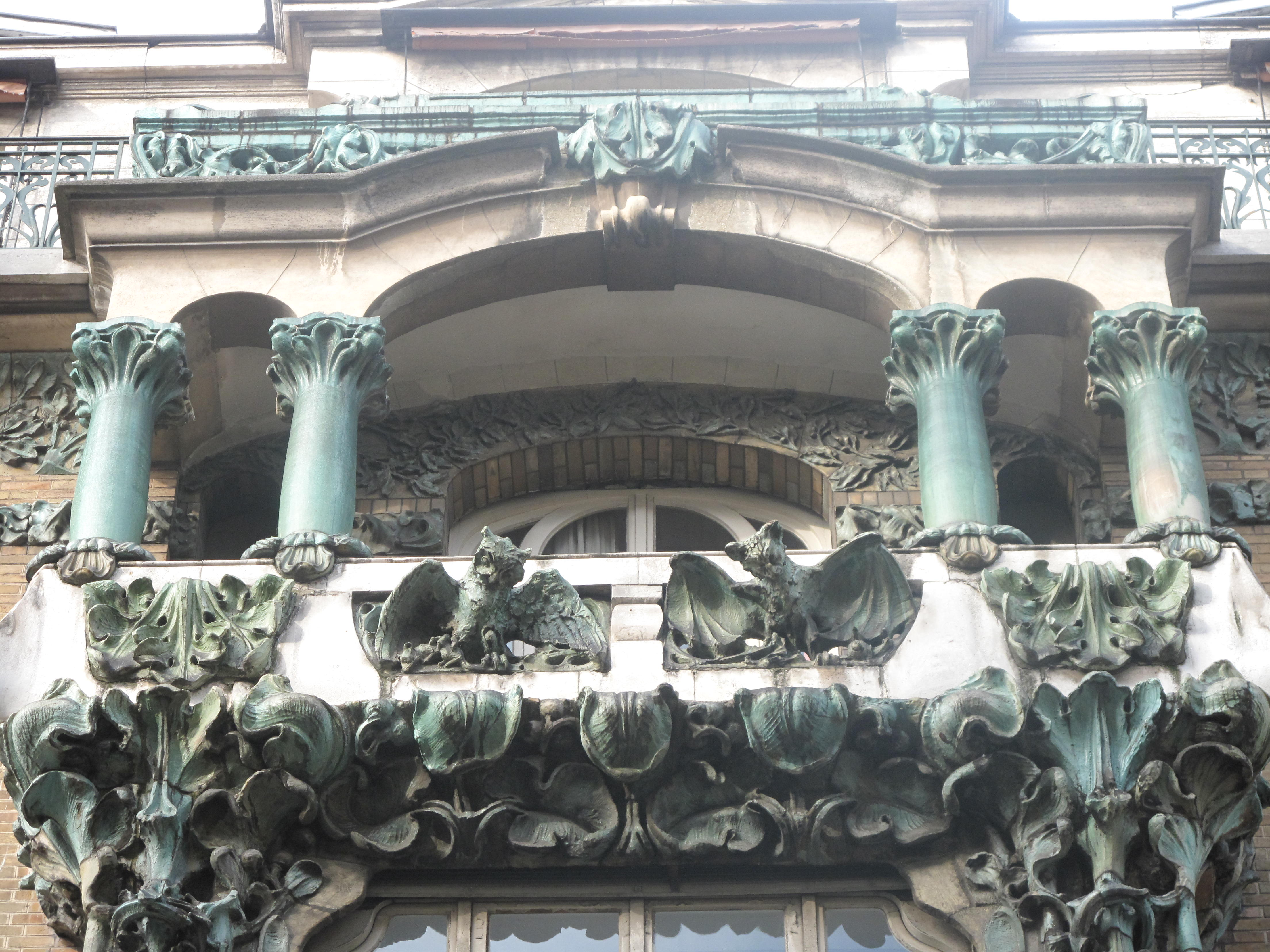
Détail de statues et céramiques.
Porte d'entrée de l'immeuble.
Détail de l’immeuble.
Détail de l’immeuble.
Détail de l’immeuble.
Aperçu général de l'immeuble.

### 16, rue d’Abbeville
Cet immeuble d'angle avec la rue du Faubourg-Poissonnière est antérieur de deux années à l'immeuble d'à côté mais avec des sculptures en pierre, représentant des femmes, couvertes d'un voile léger, au-dessus des fenêtres des deux salles de réception du premier étage.
Cet immeuble a été construit en 1899 par l'architecte Georges Massa comme immeuble de rapport pour monsieur Gehrling (permis de construire le 7 mai 1897).

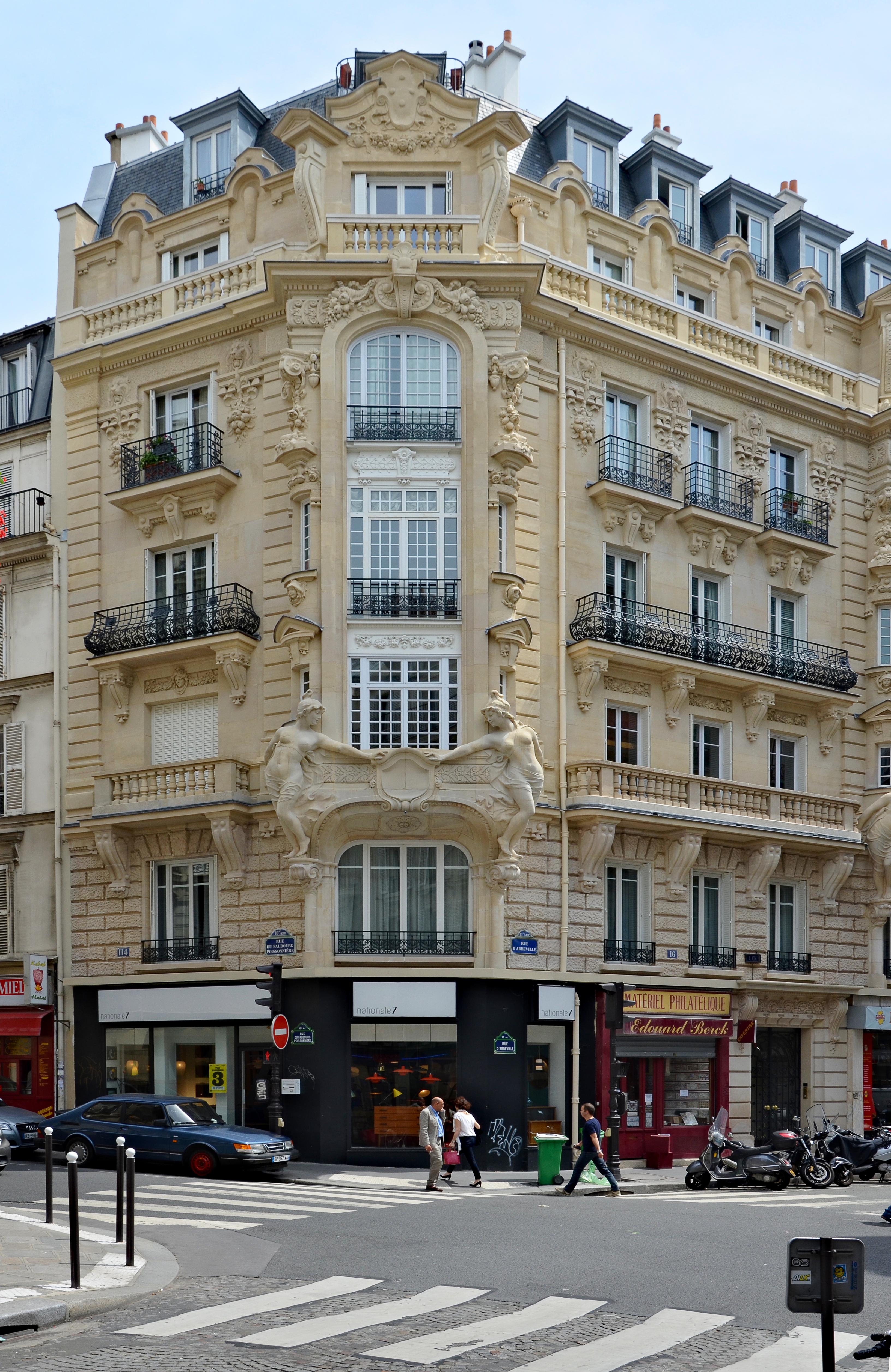
Vue d'ensemble de l'immeuble.
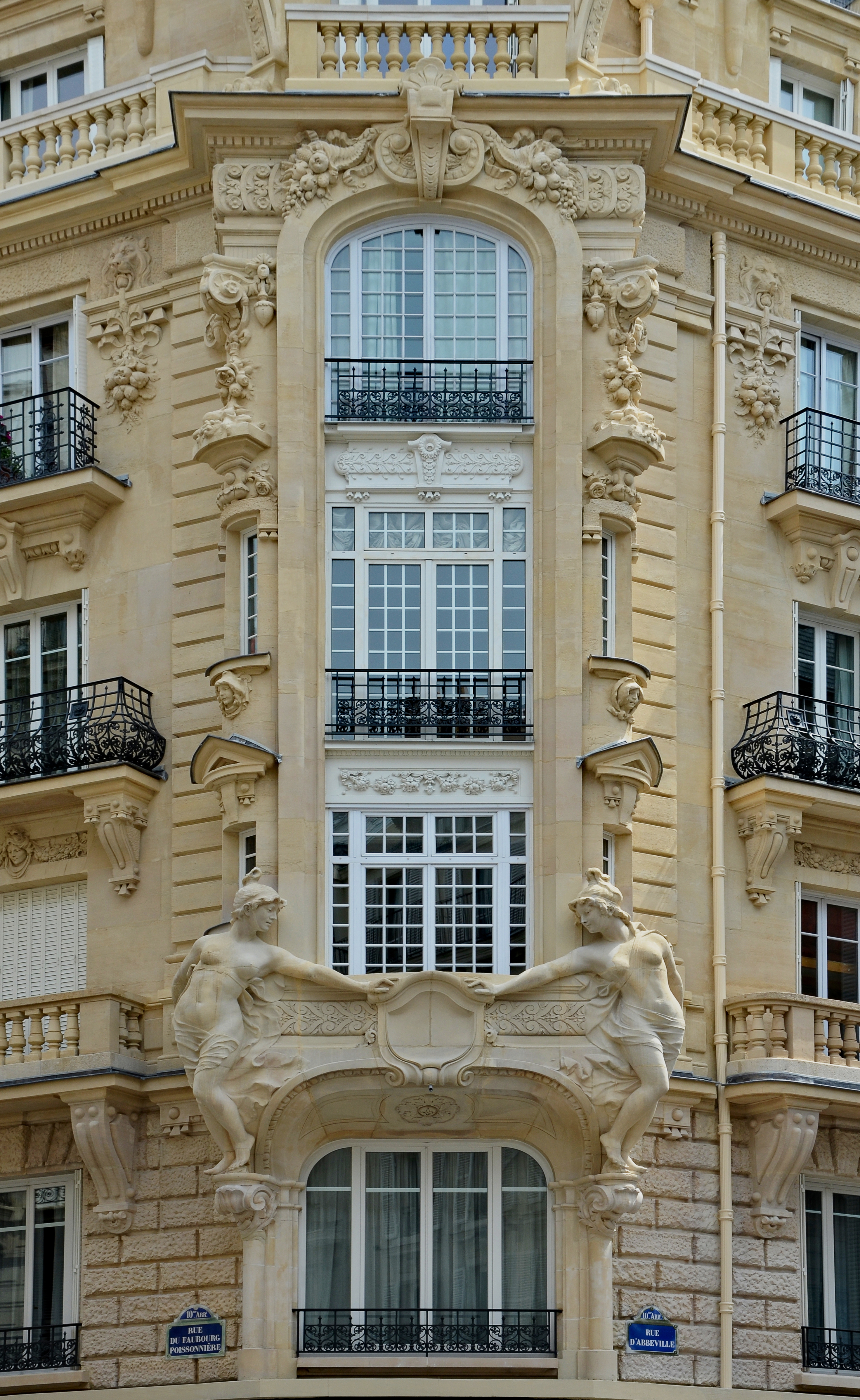
Détail de la façade à l'angle des deux rues.
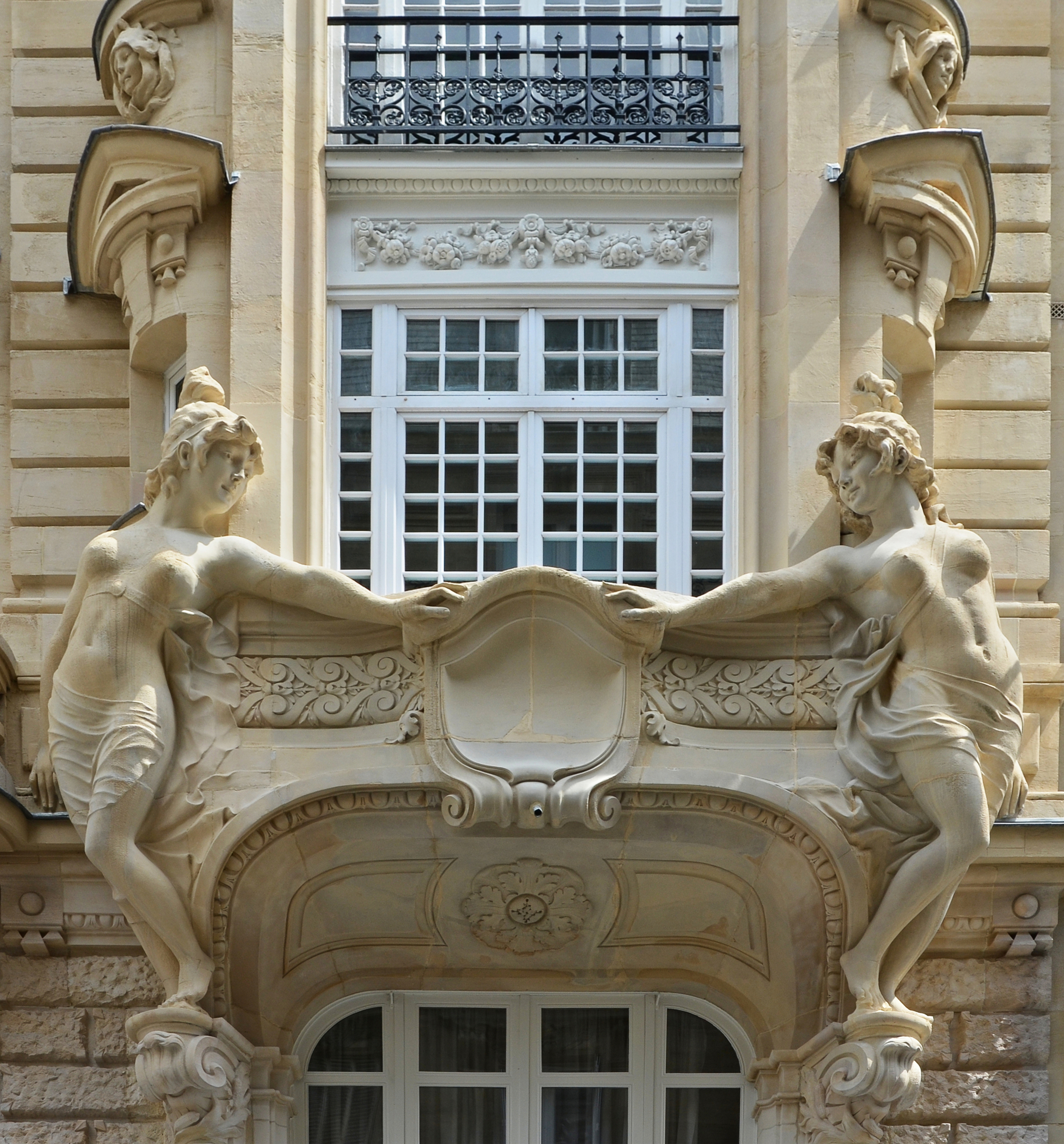
Les cariatides côté rue d'Abbeville.